# カワハギ
カワハギ（皮剥、鮍、英名：Thread-sail filefish、学名：Stephanolepis cirrhifer）は、フグ目カワハギ科に分類される魚。丈夫な皮に覆われた海水魚で、美味な食用魚でもある。

## 特徴
全長は最大30センチメートルほど。日本最長記録は1982年に高知県大月町一切で釣れた44.3センチメートル。体は菱形で上下に平たい。背びれの第1条と腹びれは太く短い棘になっている。また、オスは背びれの第2軟条は糸状に細く伸びるので、メスと区別できる。腰骨の後端には3節にわかれた鞘状鱗がある。体色は青灰色や褐色で、個体によって淡いまだら模様や黒っぽい縦縞が入る。口は小さいが、中にはペンチのような頑丈な歯がある。全身が丈夫でざらざらした皮膚に覆われているが、この皮膚は料理の時にすぐに剥がせることが和名の由来になっている。別名でも「ハゲ」「バクチ」などと呼ばれる。

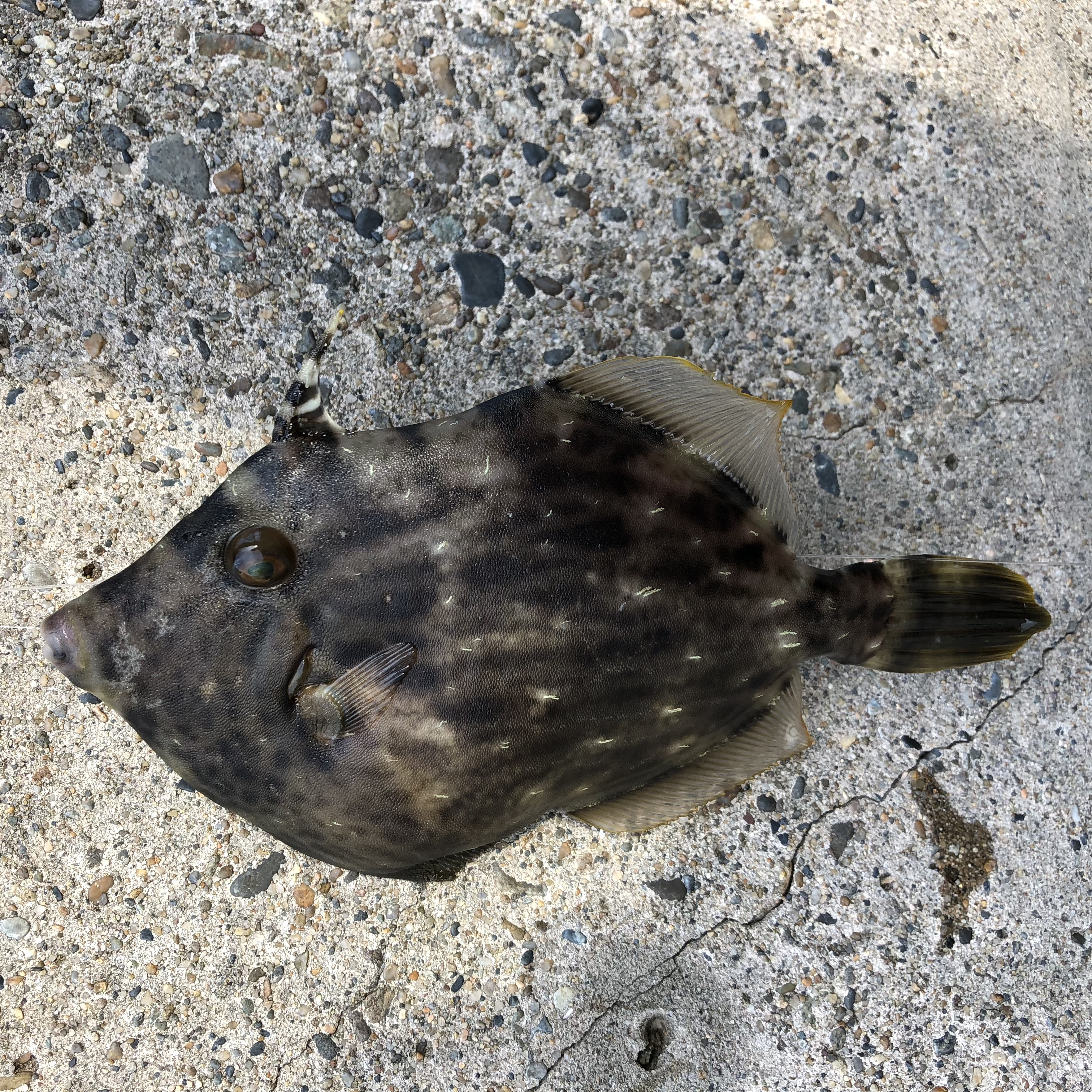
カワハギ 2017.11.13 鹿島港

日本列島周辺では北海道以南から東シナ海まで分布しており、南の方が生息数が多い。水深100メートル以浅の、砂底と岩礁が混じるような環境に生息する。昼に活動するが、夜は海藻などを口にくわえ、つかまって眠る習性がある。
食性は肉食性で、ゴカイ、貝類、ウニ、甲殻類など様々な小動物を餌とする。口に水を含んで砂地に勢いよく吹きつけ、砂に潜った生物を巻き上げて捕食する。殻に覆われたカニや貝類なども、頑丈な歯で殻を噛み砕いて食べてしまう。また、エチゼンクラゲを集団で襲うことが観察されており、砂中に生息する多毛類より捕食しやすいクラゲを好むことも確かめられている。
産卵期は夏で、砂底に産卵する。幼魚はアミメハギに似ており、海藻の多い岩礁海岸などで見られる。成長するにつれ岩礁の沖合いで生活するようになる。

## 食材

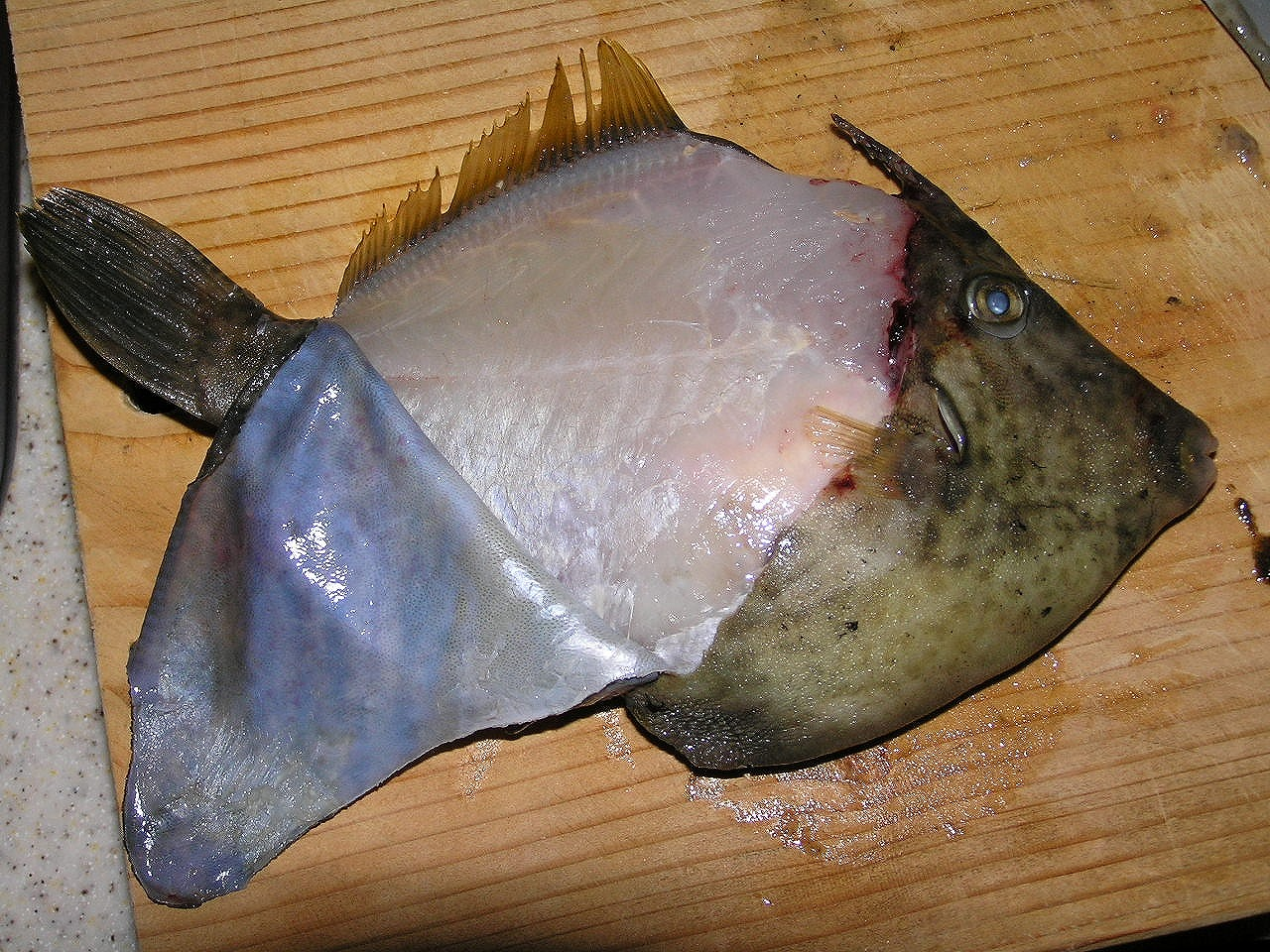
皮を剥いた姿（皮を簡単に剥がせることが和名の由来になっている）

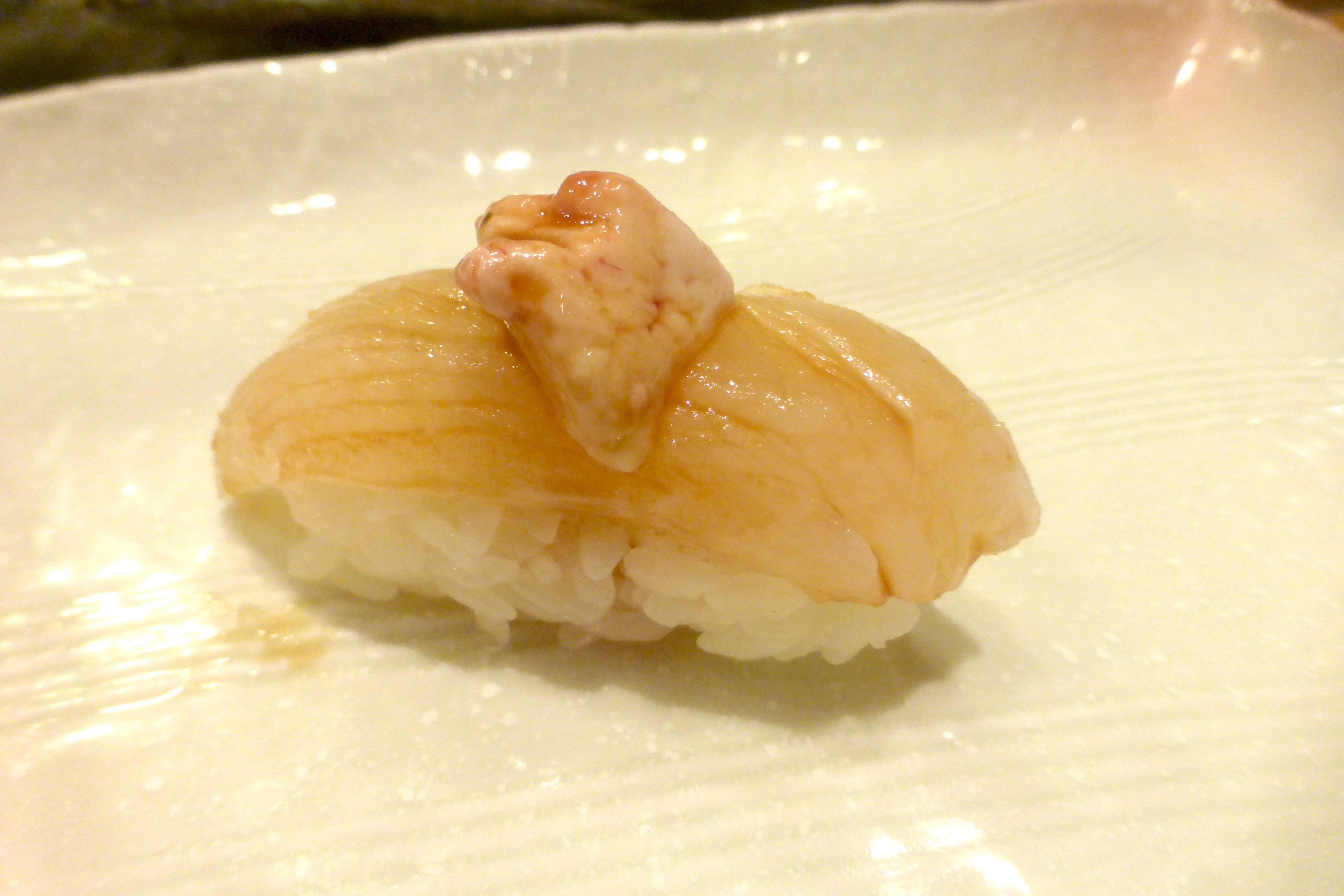
カワハギの寿司

旬は本来は夏であるが、秋から冬にかけて第二の旬があり（後述）、釣りや籠漁などで一年を通じて漁獲される。釣りの場合、小さな口で餌を削ぎとるように食べるので釣り人に当たり（魚信）が伝わりにくい。このため、釣り針を上げて魚の口に引っ掛ける合わせのタイミングを逃し、餌だけ取られることも多く、釣り上げるには高度なテクニックが必要とされる。それゆえに引っ掛け釣りなどの釣法が普及しており、釣りの対象としても人気が高い（後述）。
身は脂肪が少なく歯応えある白身で、料理法も煮付け、刺身、寿司、フライ、干物など多種多様である。生では弾力があるので、刺身にする際には薄造りにする。
また、身だけでなく肝臓（キモ）も美味で珍重される。カワハギの第二の旬が秋からというのも、この時期は冬に備えて餌を多く摂り、肝臓が特に大きく発達する時期だからである。肝臓はピンク色で、脂肪の少ない身に対して脂肪分を多く含んでおり、こってりした旨みと甘みがある。身と一緒に刺身や煮付けで食べる。キモを裏ごしして醤油に溶いたものを刺身につけるのも、カワハギならではの食べ方である。肝臓が発達すると身がやせてしまうので、身だけを賞味するならば夏が良い。

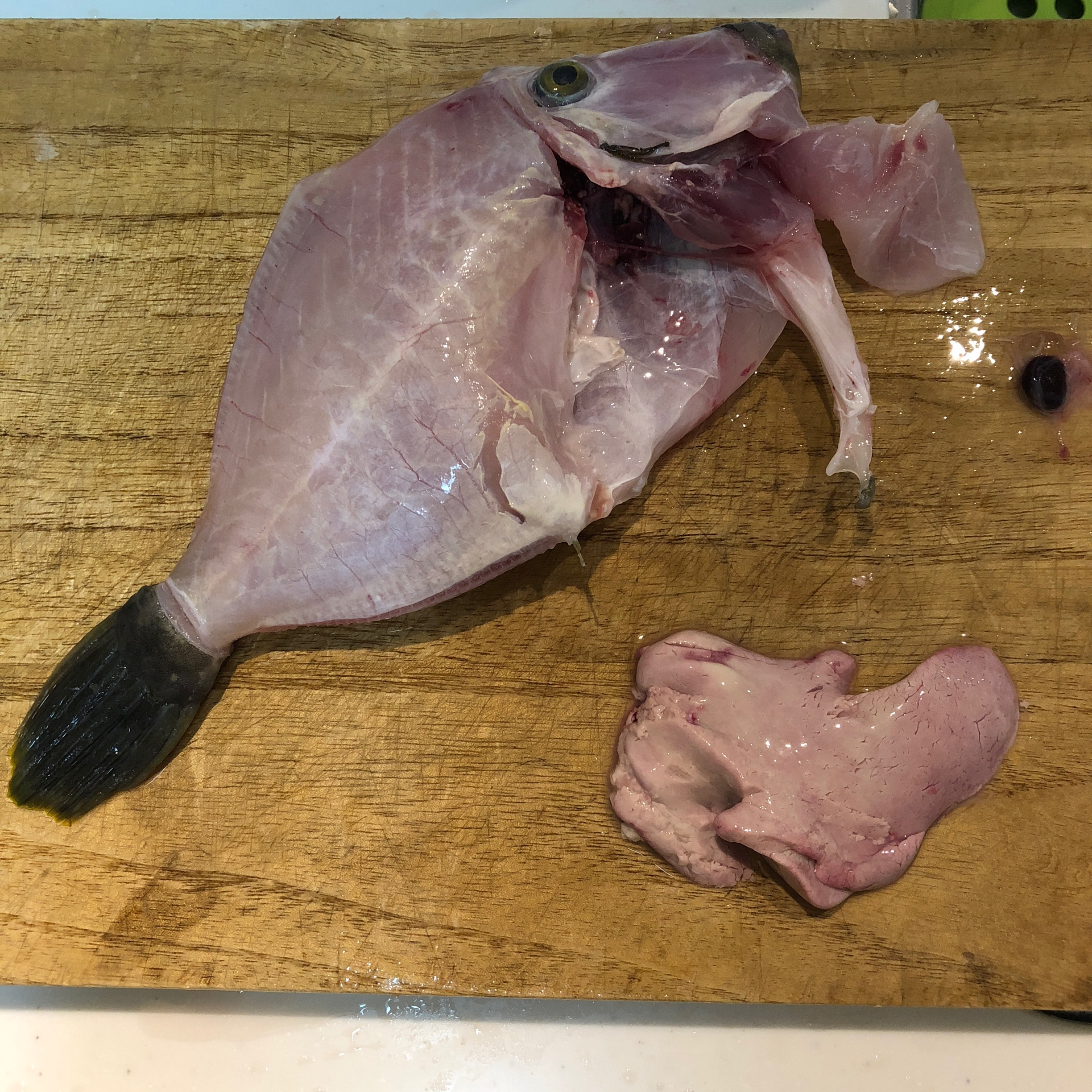
カワハギ肝 2018.10.15 高崎漁港

カワハギの肝は「海のフォアグラ」とも呼ばれる。静岡市の三保半島では東海大学海洋学部の研究成果を基に、地下水として汲み上げる海水を利用し、通年で肝が大きいカワハギの陸上養殖が行われている 。
同じカワハギ科のウマヅラハギやウスバハギも料理法はカワハギと同様である。

## 別名
ハゲ（関西地方・瀬戸内地方）、ハギ、マルハゲ、カワハゲ、カワハギ、カワムキ（福岡県）、バクチ、バクチウオ、スブタ、メンボウ、メイボ（山口県）、キュウロッポ（長崎県平戸市）、ゲバチロ（三浦半島西部）など。バクチやバクチウオなどの名の由来は、「皮がすぐ剥がれる」さまが「博打に負けて身ぐるみ剥がされる」さまを連想させるためである。また前述の通り、針に引っかからずに餌だけを食べることが多いため、「餌泥棒」「餌取り名人」などとも呼ばれる。

## 釣り
カワハギを専門に船から釣るようになったのは神奈川県三浦半島である。餌取りが非常に上手くなかなか釣れないことから、ゲーム性が高い釣りであることが広まってカワハギ釣り専門の釣りクラブ（カワハギ釣り研究会）が複数設立されるなど、人気の対象魚となった。

### タックル
竿は現在、カーボンファイバー製の専用竿で1.8 - 2.4メートルが軽く操作性が良いので主流だが、昔ながらの竹製の和竿にこだわる愛好家も多い。和竿は穂先部分に鯨ひげが使われ、高価であるが希少価値もあり、根強い人気がある。
対して、リールは最新の小型軽量でギア比の高い物が巻き上げるスピードが速く、高い支持を得ている。
ラインは近年の釣具の中でも最も進歩した分野で、現在ではポリエチレン繊維を編んだPEラインと呼ばれるラインが使われる。日本の釣り糸は太さを号数で表示するが、カワハギ釣りの場合には0.8号から1.5号の太さを使う。

### 仕掛け
胴突式の3本から4本針が基本となり、針を任意に交換できるようにした仕掛けもある。カワハギは主に海底付近を回遊しているので、針と針の間隔は15 - 20センチメートル程度で、仕掛の全長も50センチメートル位と比較的短くフロロカーボンと呼ばれるラインが使われるのが主流である。また、カワハギ釣りでは集寄、または集魚板と呼ばれる独特の器具を仕掛けの上部に取り付ける人が多い。オモリは釣り場によって25号から40号位までを使用する。海底が岩礁地帯である場合が多いので根掛かりが多く、予備の仕掛け・オモリが必要となる。カットウバリと呼ばれる大きなかぎ針を利用した釣りもある。

### 餌
発祥の地である三浦半島では、東京湾に面していることから当時安価だったアサリが使われ、以後も変わることなくアサリのむき身が定番の餌になっている。関西や九州ではエビのむき身が使われる。ゴカイ類も使われる。

### 釣り方
予約すれば誰でも気軽に乗れる乗合船というスタイルの釣り船を利用するか、気の合う仲間で一船を借り切る仕立て船を利用する。競技会が盛んに行なわれるほどなので、釣り方は人によって様々なパターンが編み出されている。これは、カワハギの活性が高い時と低い時で釣りの難易度が大幅に違うことから、釣れない時にどう釣るかを研究した結果である。ソフトルアーを用いたルアー釣りもある。ハギングと呼ばれる。